# 4e étape du Tour d'Italie 2017
Pour un article plus général, voir Tour d'Italie 2017.
La 4e étape du Tour d'Italie 2017 se déroule le mardi 9 mai 2017, entre la ville de Cefalù et l'Etna. L'arrivée est défini au refuge de Sapienza, situé sur un flanc du volcan de l'Etna. La course s'établit sur une distance de 181 km.

## Résultats

### Classement de l'étape
| \| Classement de l'étape \| Classement de l'étape \| Classement de l'étape \| Classement de l'étape \| Classement de l'étape \| \| Coureur \| Coureur \| Pays \| Équipe \| Temps \| \| --------------------- \| --------------------- \| --------------------- \| --------------------- \| --------------------- \| \| 1er \| Jan Polanc \| Slovénie \| UAE Team Emirates \| 4 h 55 min 58 s \| \| 2e \| Ilnur Zakarin \| Russie \| Katusha-Alpecin \| + 19 s \| \| 3e \| Geraint Thomas \| Royaume-Uni \| Team Sky \| + 29 s \| \| 4e \| Thibaut Pinot \| France \| FDJ \| + 29 s \| \| 5e \| Dario Cataldo \| Italie \| Astana \| + 29 s \| \| 6e \| Tom Dumoulin \| Pays-Bas \| Team Sunweb \| + 29 s \| \| 7e \| Bob Jungels \| Luxembourg \| Quick-Step Floors \| + 29 s \| \| 8e \| Adam Yates \| Royaume-Uni \| Orica-Scott \| + 29 s \| \| 9e \| Bauke Mollema \| Pays-Bas \| Trek-Segafredo \| + 29 s \| \| 10e \| Vincenzo Nibali \| Italie \| Bahrain-Merida \| + 29 s \| |                 |             |                   |                 |
| |                 |             |                   |                 |
| Source : ProCyclingStats |                 |             |                   |                 |
| Classement de l'étape |                 |             |                   |                 |
| Coureur | Coureur         | Pays        | Équipe            | Temps           |
| 1er | Jan Polanc      | Slovénie    | UAE Team Emirates | 4 h 55 min 58 s |
| 2e | Ilnur Zakarin   | Russie      | Katusha-Alpecin   | + 19 s          |
| 3e | Geraint Thomas  | Royaume-Uni | Team Sky          | + 29 s          |
| 4e | Thibaut Pinot   | France      | FDJ               | + 29 s          |
| 5e | Dario Cataldo   | Italie      | Astana            | + 29 s          |
| 6e | Tom Dumoulin    | Pays-Bas    | Team Sunweb       | + 29 s          |
| 7e | Bob Jungels     | Luxembourg  | Quick-Step Floors | + 29 s          |
| 8e | Adam Yates      | Royaume-Uni | Orica-Scott       | + 29 s          |
| 9e | Bauke Mollema   | Pays-Bas    | Trek-Segafredo    | + 29 s          |
| 10e | Vincenzo Nibali | Italie      | Bahrain-Merida    | + 29 s          |

### Points attribués
|   | Cycliste                | Nat            | Équipe          | Pts | Bonif |
| - | ----------------------- | -------------- | --------------- | --- | ----- |
| 1 | Pavel Brutt             | Russie         | Gazprom-RusVelo | 8   | 3 s   |
| 2 | Jan Polanc              | Slovénie       | UAE Emirates    | 4   | 2 s   |
| 3 | Jacques J. van Rensburg | Afrique du Sud | Dimension Data  | 1   | 1 s   |

|   | Cycliste                | Nat            | Équipe          | Pts | Bonif |
| - | ----------------------- | -------------- | --------------- | --- | ----- |
| 1 | Pavel Brutt             | Russie         | Gazprom-RusVelo | 8   | 3 s   |
| 2 | Jacques J. van Rensburg | Afrique du Sud | Dimension Data  | 4   | 2 s   |
| 3 | Jan Polanc              | Slovénie       | UAE Emirates    | 1   | 1 s   |

| - Sprint final d'Etna (km 148) \| \| Cycliste \| Nat \| Équipe \| Points \| Bonif \| \| -- \| --------------- \| ----------- \| ----------------- \| ------ \| ----- \| \| 1 \| Jan Polanc \| Slovénie \| UAE Emirates \| 15 \| 3 s \| \| 2 \| Ilnur Zakarin \| Russie \| Katusha-Alpecin \| 12 \| 2 s \| \| 3 \| Geraint Thomas \| Royaume-Uni \| Sky \| 9 \| 1 s \| \| 4 \| Thibaut Pinot \| France \| FDJ \| 7 \| \| \| 5 \| Dario Cataldo \| Italie \| Astana \| 6 \| \| \| 6 \| Tom Dumoulin \| Pays-Bas \| Sunweb \| 5 \| \| \| 7 \| Bob Jungels \| Luxembourg \| Quick-Step Floors \| 4 \| \| \| 8 \| Adam Yates \| Royaume-Uni \| Orica-Scott \| 3 \| \| \| 9 \| Bauke Mollema \| Pays-Bas \| Trek-Segafredo \| 2 \| \| \| 10 \| Vincenzo Nibali \| Italie \| Bahrain-Merida \| 1 \| \| |                 |             |                   |        |       |
| | Cycliste        | Nat         | Équipe            | Points | Bonif |
| 1 | Jan Polanc      | Slovénie    | UAE Emirates      | 15     | 3 s   |
| 2 | Ilnur Zakarin   | Russie      | Katusha-Alpecin   | 12     | 2 s   |
| 3 | Geraint Thomas  | Royaume-Uni | Sky               | 9      | 1 s   |
| 4 | Thibaut Pinot   | France      | FDJ               | 7      |       |
| 5 | Dario Cataldo   | Italie      | Astana            | 6      |       |
| 6 | Tom Dumoulin    | Pays-Bas    | Sunweb            | 5      |       |
| 7 | Bob Jungels     | Luxembourg  | Quick-Step Floors | 4      |       |
| 8 | Adam Yates      | Royaume-Uni | Orica-Scott       | 3      |       |
| 9 | Bauke Mollema   | Pays-Bas    | Trek-Segafredo    | 2      |       |
| 10 | Vincenzo Nibali | Italie      | Bahrain-Merida    | 1      |       |

### Cols et côtes
|   | Cycliste                | Pays           | Équipe          | Points |
| - | ----------------------- | -------------- | --------------- | ------ |
| 1 | Jacques J. van Rensburg | Afrique du Sud | Dimension Data  | 15     |
| 2 | Jan Polanc              | Slovénie       | UAE Emirates    | 8      |
| 3 | Pavel Brutt             | Russie         | Gazprom-RusVelo | 6      |
| 4 | Eugenio Alafaci         | Italie         | Trek-Segafredo  | 4      |
| 5 | Daniel Teklehaimanot    | Érythrée       | Dimension Data  | 2      |
| 6 | Omar Fraile             | Espagne        | Dimension Data  | 1      |

|   | Cycliste       | Pays        | Équipe            | Points |
| - | -------------- | ----------- | ----------------- | ------ |
| 1 | Jan Polanc     | Slovénie    | UAE Emirates      | 35     |
| 2 | Ilnur Zakarin  | Russie      | Katusha-Alpecin   | 18     |
| 3 | Geraint Thomas | Royaume-Uni | Sky               | 12     |
| 4 | Thibaut Pinot  | France      | FDJ               | 9      |
| 5 | Dario Cataldo  | Italie      | Astana            | 6      |
| 6 | Tom Dumoulin   | Pays-Bas    | Sunweb            | 4      |
| 7 | Bob Jungels    | Luxembourg  | Quick-Step Floors | 2      |
| 8 | Adam Yates     | Royaume-Uni | Orica-Scott       | 1      |

## Classements à l'issue de l'étape

### Classement général
| \| Classement général \| Classement général \| Classement général \| Classement général \| Classement général \| \| Coureur \| Coureur \| Pays \| Équipe \| Temps \| \| ------------------ \| ------------------ \| ------------------ \| ------------------ \| ------------------ \| \| 1er \| Bob Jungels \| Luxembourg \| Quick-Step Floors \| 19 h 41 min 56 s \| \| 2e \| Geraint Thomas \| Royaume-Uni \| Team Sky \| + 6 s \| \| 3e \| Adam Yates \| Royaume-Uni \| Orica-Scott \| + 10 s \| \| 4e \| Vincenzo Nibali \| Italie \| Bahrain-Merida \| + 10 s \| \| 5e \| Domenico Pozzovivo \| Italie \| AG2R La Mondiale \| + 10 s \| \| 6e \| Nairo Quintana \| Colombie \| Movistar Team \| + 10 s \| \| 7e \| Tom Dumoulin \| Pays-Bas \| Team Sunweb \| + 10 s \| \| 8e \| Bauke Mollema \| Pays-Bas \| Trek-Segafredo \| + 10 s \| \| 9e \| Mikel Landa \| Espagne \| Team Sky \| + 10 s \| \| 10e \| Thibaut Pinot \| France \| FDJ \| + 10 s \| |                    |             |                   |                  |
| |                    |             |                   |                  |
| Source : ProCyclingStats |                    |             |                   |                  |
| Classement général |                    |             |                   |                  |
| Coureur | Coureur            | Pays        | Équipe            | Temps            |
| 1er | Bob Jungels        | Luxembourg  | Quick-Step Floors | 19 h 41 min 56 s |
| 2e | Geraint Thomas     | Royaume-Uni | Team Sky          | + 6 s            |
| 3e | Adam Yates         | Royaume-Uni | Orica-Scott       | + 10 s           |
| 4e | Vincenzo Nibali    | Italie      | Bahrain-Merida    | + 10 s           |
| 5e | Domenico Pozzovivo | Italie      | AG2R La Mondiale  | + 10 s           |
| 6e | Nairo Quintana     | Colombie    | Movistar Team     | + 10 s           |
| 7e | Tom Dumoulin       | Pays-Bas    | Team Sunweb       | + 10 s           |
| 8e | Bauke Mollema      | Pays-Bas    | Trek-Segafredo    | + 10 s           |
| 9e | Mikel Landa        | Espagne     | Team Sky          | + 10 s           |
| 10e | Thibaut Pinot      | France      | FDJ               | + 10 s           |

### Classement du meilleur jeune
| Classement du meilleur jeune | Classement du meilleur jeune | Classement du meilleur jeune | Classement du meilleur jeune | Classement du meilleur jeune |
|                              | Coureur                      | Pays                         | Équipe                       | Temps                        |
| ---------------------------- | ---------------------------- | ---------------------------- | ---------------------------- | ---------------------------- |
| 1er                          | Bob Jungels                  | Luxembourg                   | Quick-Step Floors            | en 19 h 41 min 56 s          |
| 2e                           | Adam Yates                   | Royaume-Uni                  | Orica-Scott                  | + 10 s                       |
| 3e                           | Davide Formolo               | Italie                       | Cannondale-Drapac            | + 10 s                       |
| 4e                           | Jan Polanc                   | Slovénie                     | UAE Emirates                 | + 58 s                       |
| 5e                           | Simone Petilli               | Italie                       | UAE Emirates                 | + 1 min 14 s                 |
| modifier                     |                              |                              |                              |                              |

### Classement aux points
| Classement par points | Classement par points | Classement par points | Classement par points         | Classement par points |
| Coureur               | Coureur               | Pays                  | Équipe                        | Points                |
| --------------------- | --------------------- | --------------------- | ----------------------------- | --------------------- |
| 1er                   | André Greipel         | Allemagne             | Lotto-Soudal                  | 81 pts                |
| 2e                    | Daniel Teklehaimanot  | Érythrée              | Dimension Data                | 74 pts                |
| 3e                    | Fernando Gaviria      | Colombie              | Quick-Step Floors             | 72 pts                |
| 4e                    | Kristian Sbaragli     | Italie                | Dimension Data                | 64 pts                |
| 5e                    | Eugert Zhupa          | Albanie               | Wilier Triestina-Selle Italia | 60 pts                |
| 6e                    | Lukas Pöstlberger     | Autriche              | Bora-Hansgrohe                | 51 pts                |
| 7e                    | Caleb Ewan            | Australie             | Orica-Scott                   | 50 pts                |
| 8e                    | Jasper Stuyven        | Belgique              | Trek-Segafredo                | 43 pts                |
| 9e                    | Giacomo Nizzolo       | Italie                | Trek-Segafredo                | 43 pts                |
| 10e                   | Roberto Ferrari       | Italie                | UAE Team Emirates             | 38 pts                |

### Classement du meilleur grimpeur
| Classement du meilleur grimpeur | Classement du meilleur grimpeur | Classement du meilleur grimpeur | Classement du meilleur grimpeur | Classement du meilleur grimpeur |
| ------------------------------- | ------------------------------- | ------------------------------- | ------------------------------- | ------------------------------- |
|                                 | Coureur                         | Pays                            | Équipe                          | Point(s)                        |
| 1er                             | Jan Polanc                      | Slovénie                        | UAE Emirates                    | 43 points                       |
| 2e                              | Daniel Teklehaimanot            | Érythrée                        | Dimension Data                  | 22 pts                          |
| 3e                              | Ilnur Zakarin                   | Russie                          | Katusha-Alpecin                 | 18 pts                          |
| 4e                              | Jacques Janse van Rensburg      | Afrique du Sud                  | Dimension Data                  | 15 pts                          |
| 5e                              | Geraint Thomas                  | Royaume-Uni                     | Sky                             | 12 pts                          |
| modifier                        |                                 |                                 |                                 |                                 |

### Classements par équipes

#### Classement au temps
| Classement par équipes | Classement par équipes | Classement par équipes | Classement par équipes |
| Équipe                 | Équipe                 | Pays                   | Temps                  |
| ---------------------- | ---------------------- | ---------------------- | ---------------------- |
| 1re                    | Cannondale-Drapac      | États-Unis             | 59 h 06 min 18 s       |
| 2e                     | UAE Team Emirates      | Émirats arabes unis    | + 7 s                  |
| 3e                     | Movistar Team          | Espagne                | + 36 s                 |
| 4e                     | Astana                 | Kazakhstan             | + 3 min 03 s           |
| 5e                     | Bahrain-Merida         | Bahreïn                | + 3 min 20 s           |
| 6e                     | AG2R La Mondiale       | France                 | + 5 min 07 s           |
| 7e                     | Team Sunweb            | Allemagne              | + 7 min 20 s           |
| 8e                     | Sky                    | Royaume-Uni            | + 7 min 20 s           |
| 9e                     | FDJ                    | France                 | + 8 min 46 s           |
| 10e                    | Trek-Segafredo         | États-Unis             | + 9 min 59 s           |

#### Classement aux points
| Classement par équipes aux points | Classement par équipes aux points | Classement par équipes aux points | Classement par équipes aux points |
| Équipe                            | Équipe                            | Pays                              | Points                            |
| --------------------------------- | --------------------------------- | --------------------------------- | --------------------------------- |
| 1re                               | UAE Team Emirates                 | Émirats arabes unis               | 127 pts                           |
| 2e                                | Quick-Step Floors                 | Belgique                          | 111 pts                           |
| 3e                                | Dimension Data                    | Afrique du Sud                    | 111 pts                           |
| 4e                                | Bora-Hansgrohe                    | Allemagne                         | 102 pts                           |
| 5e                                | Trek-Segafredo                    | États-Unis                        | 91 pts                            |
| 6e                                | Lotto-Soudal                      | Belgique                          | 81 pts                            |
| 7e                                | Orica-Scott                       | Australie                         | 58 pts                            |
| 8e                                | Katusha-Alpecin                   | Suisse                            | 41 pts                            |
| 9e                                | Gazprom-RusVelo                   | Russie                            | 35 pts                            |
| 10e                               | Sky                               | Royaume-Uni                       | 33 pts                            |

## Abandons
- 5 -  Javier Moreno (Bahrain-Merida) : exclu[1]
- 17 -  Alexandre Geniez (AG2R La Mondiale) : Abandon
- 42 -  Rohan Dennis (BMC Racing) : Abandon
- 155 -  Pavel Kochetkov (Katusha-Alpecin) : Abandon